# Światowy Pakt w sprawie Migracji
Światowy Pakt w sprawie Migracji (ang. Global Compact for Safe, Orderly and Regular Migration) – umowa dotycząca migracji ludności przygotowana w ramach ONZ 11 lipca 2018 r. Pakt podpisano 19 grudnia 2018, po głosowaniu w którym wstrzymało się od głosu 12 państw, a 5 było przeciw (USA, Izrael, Polska, Węgry, Czechy).

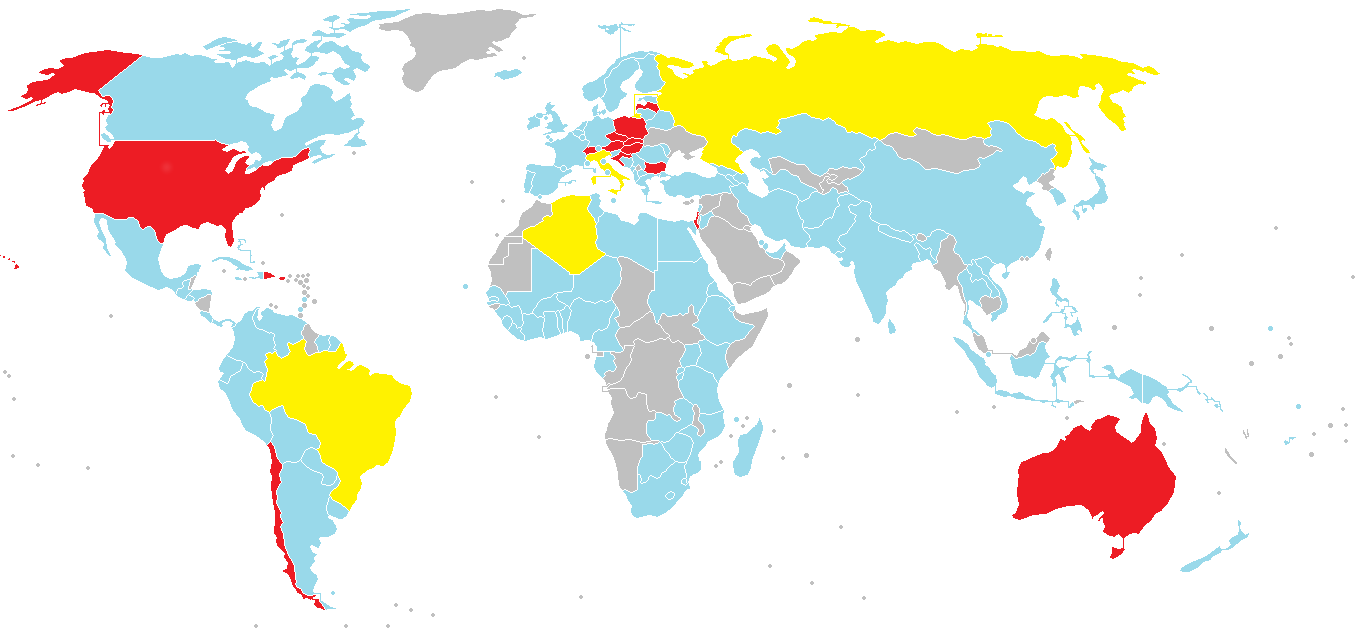
Błękitny – kraj zadeklarował przyjęcie umowy, czerwony – odrzucenie, żółty – trwa debata

Zawiera 54 punkty, w punkcie 16 zaś 23 zasady:
1. Zbieranie i wykorzystywanie poprawnych danych jako podstawy do formułowania polityki w oparciu o możliwe do wykazania fakty.
2. Minimalizowanie niekorzystnych czynników i czynników strukturalnych, powodujących opuszczanie kraju pochodzenia.
3. Dostarczanie dokładnych i aktualnych informacji we wszystkich fazach migracji.
4. Zapewnienie, że wszyscy migranci posiadają dowód tożsamości i wystarczające dokumenty.
5. Zwiększenie dostępności i elastyczności sposobów regularnej migracji.
6. Promowanie uczciwej i etycznej rekrutacji pracowników i zapewnienie warunków godnej pracy.
7. Zarządzanie i ograniczanie sytuacji niestabilnych w kontekście migracji.
8. Ratowanie życia ludzkiego i ustanowienie skoordynowanych działań międzynarodowych w sprawie zaginionych migrantów.
9. Wzmocnienie transgranicznej walki z przemytem migrantów.
10. Zapobieganie, kontrola i eliminacja handlu ludźmi w kontekście migracji międzynarodowych.
11. Zintegrowane, bezpieczne i skoordynowane zarządzanie granicami.
12. Wzmocnienie pewności prawnej i przewidywalności procedur migracyjnych w celu zapewnienia odpowiedniej kontroli, oceny i przekazywania.
13. Zatrzymanie imigrantów w ostateczności i próba znalezienia alternatywy.
14. Poprawa ochrony konsularnej oraz pomoc konsularna i współpraca w całym cyklu migracji.
15. Zapewnienie migrantom dostępu do podstawowych usług.
16. Wzmocnienie pozycji imigrantów i społeczeństw w celu osiągnięcia pełnej integracji i spójności społecznej.
17. Eliminacja wszelkich przejawów dyskryminacji i promowanie publicznej dyskusji opartą na widocznych faktach, aby kształtować postrzeganie migracji.
18. Inwestowanie w edukację i szkolenia oraz ułatwianie wzajemnego uznawania umiejętności, kwalifikacji i kompetencji.
19. Stworzenie warunków, w których migranci i diaspory mogą w pełni przyczynić się do zrównoważonego rozwoju we wszystkich krajach.
20. Tworzenie możliwości szybszych, bezpieczniejszych i tańszych przekazów pieniężnych oraz wspieranie integracji finansowej migrantów.
21. Współpraca mająca na celu zapewnienie bezpiecznego i godnego powrotu i wznowienia oraz zrównoważonej reintegracji.
22. Stworzenie mechanizmów przenoszenia zabezpieczenia społecznego i nabytych uprawnień do świadczeń.
23. Wzmocnienie międzynarodowej współpracy i światowych partnerstw na rzecz bezpiecznej, uporządkowanej i regularnej migracji.